# Martin R. Neumann
Martin R. Neumann (* 1956 in Bielefeld) ist ein deutscher Fernsehredakteur und Produzent für das ZDF, der unter anderem an der Wilsberg-Reihe beteiligt ist.

## Leben und Karriere
Martin R. Neumann machte sein Abitur auf dem Ratsgymnasium Bielefeld. Anschließend studierte er in Freiburg und absolvierte sein Volontariat in Saarbrücken. Seine Fernsehkarriere begann er 1992 beim ZDF.
Als gebürtiger Bielefelder baut er regelmäßig Running Gags zur Stadt und zur sog. Bielefeldverschwörung in den Wilsberg-Folgen ein.

## Filmografie
– Fernsehfilm, wenn nicht anders angegeben –
- 1994: Lemgo
- 1995: Auf dünnem Eis
- 2001–2015: Wilsberg (Krimiserie, 17 Folgen)
- 2003: Spital in Angst
- 2004: Stärker als der Tod
- 2005: Zwei gegen zwei
- 2006: Krieg der Frauen
- 2007: Der Alte (Krimiserie, Folgen Der Lockvogel und Jakob)
- 2007, 2008: Siska (Krimiserie, Folgen Der unbekannte Feind und Schwer wie die Schuld)
- 2009: Der Stinkstiefel
- 2010: Ihr mich auch
- 2010: Familie Fröhlich – Schlimmer geht immer
- 2010: Willkommen in Wien
- 2012: Stralsund – Blutige Fährte (Krimiserie)
- 2012: Idiotentest
- 2013: Stralsund – Tödliches Versprechen
- 2014: Friesland – Mörderische Gezeiten (Fernsehserie)
- 2014: Charlottes Welt – Geht nicht, gibt’s nicht
- 2014: Diese Kaminskis – Wir legen Sie tiefer! (Fernsehserie, 7 Folgen)